# Boa Vista do Tupim
Boa Vista do Tupim is een gemeente in de Braziliaanse deelstaat Bahia. De gemeente telt 18.298 inwoners (schatting 2009).